# Ђорђе Војновић
Ђорђе Војновић (1888 — 1975) био је знаменити велепоседник који је у периоду између два светска рата дао значајан допринос развоју Инђије. Један је од најзаслужнијих за изградњу Соколског дома (данас зграда Културног центра Инђија). Своју кућу је пред саму смрт дао на коришћење општини Инђија, а збирку од 6.000 књига је поклонио градској библиотеци у Инђији као легат.

## Биографија
Ђорђе Војновић је рођен 1888. Његови родитељи, Ђорђе и Љубица, дошли су у Инђију из Буђановаца почетком 19. века и ту купили око 300 јутара земље.
Војновић се школовао у Сремским Карловцима, Осијеку и Бечу. Био је ожењен Аницом Контић. По повратку у Инђију након школовања и очеве смрти, бавио се економским, друштвеним и националним питањима.
Као члан Соколског друштва из Инђије, један је од најзаслужнијих за изградњу Соколског дома 1938. Градња је трајала три године и на њу је утрошено око 600.000 динара.
Бавио се и превођењем са немачког и других страних језика. Објавио је превод књиге Хајнриха Харера Седам година на Тибету: Мој живот на двору Далај Ламе у издању Матице српске 1956. године.
Умро је 1975. у Инђији, а сахрањен је на инђијском Старом српском гробљу.

## Легат
Војновић је поседовао велику библиотеку од преко 6.000 књига, укључујући и 70 ретких књига, коју је као легат поклонио Народној библиотеци „др Ђорђе Натошевић”.
Неколико месеци пре смрти, крајем 1974, Војновић је даровао своју кућу на коришћење општини Инђија, заједно са збирком уметничких слика и предмета. Кућа је изграђена 1873. у неокласичном стилу. Завод за заштиту споменика културе из Сремске Митровице категоризовао је његову кућу спомеником од значаја за општину Инђија. У њој се организују бројне културне манифестације: изложбе ликовних радова уметника, промоције књига и часописа, музичке активности, позоришне представе, семинари, презентације и бројни скупови различитих удружења.
У Инђији данас делује и Завичајно друштво „Ђорђе Војновић“.